# Love Is My Religion
Love Is My Religion — второй сольный студийный альбом рэгги-музыканта Зигги Марли, вышедший 2 июля 2006 года на лейбле Tuff Gong Worldwide.
В 2007 году, на 49-й церемонии вручения наград «Грэмми», диск Love Is My Religion получил награду в номинации «лучший рэгги-альбом» (Best Reggae album). Эта «Грэмми» стала для музыканта четвёртой.

## Список композиций
1. «Into the Groove»
2. «Love Is My Religion»
3. «Make Some Music»
4. «Friend»
5. «Black Cat»
6. «Beach in Hawaii»
7. «A Lifetime»
8. «Be Free»
9. «Keep on Dreaming»
10. «Still the Storm»
11. «Love Is My Religion» (acoustic)
12. «Be Free» (Dub)
13. «Jammin’» (live) (UK bonus track)
14. «Dragonfly» (live) (UK bonus track)
15. «Look Who’s Dancing» (live) (UK bonus track)